# Militärflugplatz Malmen

i7
i11
i13
Der Flughafen Malmen (schwedisch Malmens flygplats, ICAO-Code: ESCF) ist ein schwedischer Militärflugplatz nahe der südschwedischen Stadt Linköping im Östergötlands län.
Der Flughafen hat zwei sich kreuzende Bahnen, wovon die längere 2214 Meter misst. Als Anflughilfen für Instrumentenanflüge stehen ein Instrumentenlandesystem der einfachsten Kategorie auf die Bahn 19 sowie Anflüge mithilfe eines ungerichteten Funkfeuers (NDB) auf die Bahnen 19 und 01 zur Verfügung.

## Geschichte
Gegründet im Jahr 1913 ist Malmen einer der ältesten Flughäfen des Landes. Von 1926 an befand sich das Hauptquartier der damals neu gegründete schwedischen Luftwaffe dort.
Von 1926 bis 1974 war das Geschwader F 3 Malmslätt hier stationiert, danach wurde der Flugplatz zunächst unter dem Kommando der Verbände F 13 Norrköping und F 16 Uppsala ohne eigenen Verband weiterbetrieben.
Im Jahr 1998 wurde die Helikopterflottille in Malmen stationiert.
Das Ausbildungsgeschwader, das seinerzeit mit der Saab 105 ausgerüstet war, folgte 2003. Das von den Streitkräften als Skolflygplan 60 (Sk60) bezeichnete Modell wurde noch 21 Jahre weitergenutzt und wenige Monate nach dem Beitritt Schwedens zur NATO im Juni 2024 außer Dienst gestellt.

## Heutige Nutzung
Der Hauptnutzer sind die Luftstreitkräfte des Landes, die hier folgende Einheiten stationiert haben:
- FlygSkolan (FlygS) mit zwei Sektionen für die fliegerische Basisausbildung, Grundläggande Flygutbildning (GFU) und die Taktikausbildung, Grundläggande Taktisk Utbildning (GTU)
- 2. Hubschrauberstaffel (2.Hkpskv) der Hubschrauberflottille Försvarsmaktens Helikopterflottilj
- 74 Special Avn Squadron, einer Staffel der Transport -och Specialflygenheten (TSFE), ausgerüstet mit Aufklärungs- und Missionsflugzeugen verschiedener Typen

Daneben befindet sich auf dem Flugplatz ein Standort der Beschaffungsbehörde Försvarets MaterielVerk (FMV).
Auch das schwedische Luftwaffenmuseum liegt auf dem Gelände des Flughafens.